# Тонила (муниципалитет)
Тонила (исп. Tonila) — муниципалитет в Мексике, в штате Халиско, с административным центром в одноимённом городе. Численность населения, по данным переписи 2020 года, составила 7565 человек.

## Общие сведения
Название Tonila с языка науатль можно перевести как: место восхода солнца.
Площадь муниципалитета равна 145,9 км², что составляет 0,2 % от общей площади штата, часть территории расположена на юго-восточном склоне вулкана Колима, а наиболее высоко расположенное поселение Хуан-Барраган находится на высоте 1519 метров. 
На севере и востоке Тонила граничит с другим муниципалитетом штата Халиско — Туспаном, а на западе и юге граничит с другим штатом Мексики — Колимой.

## Учреждение и состав
Муниципалитет был образован 1 января 1846 года, по данным 2020 года в его состав входит 18 населённый пункт, самые крупные из которых:
| Код INEGI                  | Населённый пункт                                                               | Численность населения (2005 год) | Численность населения (2010 год) | Численность населения (2020 год) |
| -------------------------- | ------------------------------------------------------------------------------ | -------------------------------- | -------------------------------- | -------------------------------- |
| 103                        | Всего                                                                          | 7179                             | 7256                             | 7565                             |
| 0015                       | Сан-Маркос (исп. San Marcos) 19°26′39″ с. ш. 103°30′30″ з. д.                  | 3279                             | 3361                             | 3457                             |
| 0001                       | Тонила (исп. Tonila) 19°24′33″ с. ш. 103°33′04″ з. д. (административный центр) | 3099                             | 3110                             | 3226                             |
| 0009                       | Ла-Эсперанса (исп. La Esperanza) 19°23′41″ с. ш. 103°31′44″ з. д.              | 331                              | 371                              | 408                              |
| 0016                       | Тенескамильпа (исп. Tenexcamilpa) 19°24′26″ с. ш. 103°29′10″ з. д.             | 236                              | 227                              | 231                              |
| 0006                       | Ла-Кофрадия (исп. La Cofradía) 19°26′10″ с. ш. 103°33′34″ з. д.                | 92                               | 73                               | 72                               |
| —                          | Прочие                                                                         | 142                              | 114                              | 171                              |
| Названия на карте Генштаба |                                                                                |                                  |                                  |                                  |

## Природные ресурсы
Муниципалитет располагает следующими ресурсами:
- 6300 гектар леса, преимущественно состоящие из таких видов деревьев как сосна, кедр, орех, ясень и парота;

- минеральные — месторождения магнезита, мрамора и др.

## Экономическая деятельность
По статистическим данным 2000 года, работоспособное население занято по секторам экономики в следующих пропорциях:
- сельское хозяйство, животноводство и рыбная ловля — 42,4 %;
- промышленность и строительство — 15,5 %;
- торговля, сферы услуг и туризма — 38,3 %;
- безработные — 3,8 %.

## Инфраструктура
По статистическим данным 2020 года, инфраструктура развита следующим образом:
- электрификация: 99,8 %;
- водоснабжение: 96,4 %;
- водоотведение: 99,8 %.